# Міжгалузевий інститут підвищення кваліфікації
Міжгалузевий інститут підвищення кваліфікації споживчої кооперації - один з провідних підрозділів ПУЕТ, створеного постановою правління Укоопспілки від 29 вересня 1992 р. № 184 та наказом Міністерства освіти України від 29 вересня 1992 р. № 134.

## Загальна інформація
Інститут акредитований за IV рівнем
Сертифікат МОН України: Серія РІ-IV № 178237 від 12.11.2009р.
Ліцензія МОН  України: Ліцензія серія АЕ №270779 від 02.07.2013 р.
Посаду директора з 2008 року займає Брітченко Ігор Генадійович – професор, доктор економічних наук, Академік Академії економічних наук України.
Напрями підготовки: 
- Фінанси і кредит
- Міжнародна економіка
- Економіка і підприємництво
- Маркетинг
- Менеджмени організацій та адміністрування
- Облік і аудит
- Управління персоналом та економіка праці

## Нові проекти
- Підготовка офіцерів запасу Докладніше
- Бізнес адміністрування з отриманням подвійного диплому Докладніше

## Структура інституту
Міжгалузевий інститут підвищення кваліфікації та перепідготовки спеціалістів споживчої кооперації об'єднує такі факультети:
- Факультет підвищення кваліфікації
- Факультет перепідготовки кадрів з нових напрямів розвитку науки, техніки і технологій
- Факультет підвищення кваліфікації педагогічних працівників

## Історія
У 1973–1992 роках у ПКІ діяв факультет підвищення кваліфікації керівних працівників і спеціалістів споживчої кооперації, який впродовж своєї діяльності забезпечив підвищення кваліфікації 7 490 працівників, спеціалістів споживчої кооперації та викладачів кооперативних профтехучилищ і технікумів. На початку 90-х років робота факультету все більше спрямовувалася на вивчення слухачами дисциплін ринкової спрямованості та засвоєння передового досвіду роботи підприємств і організацій, яки першими стали використовувати елементи ринкової економіки, що створювалась. Організовувалися виїзди слухачів на Кременчуцьку товарно-сировинну біржу, підприємства Полтавської та Черкаської облспоживспілок, проводилися заняття на Полтавській універсальній аграрно-промисловій біржі та в Полтавському філіалі Української фондової біржі.
Досвід роботи факультету підвищення кваліфікації переконував його працівників і слухачів у тому, що перехід до ринку вимагає змін у діяльності структур післядипломної освіти. Тому за ініціативою ректора інституту В. О. Дорохіна і проректора з економіки О. В. Зайця у вересні 1992 року Правління Укоопспілки прийняло постанову про створення при Полтавському кооперативному інституті Міжгалузевого інституту підвищення кваліфікації та перепідготовки спеціалістів споживчої кооперації (МІПК) у складі трьох факультетів і центру перепідготовки спеціалістів із залученням зарубіжних фахівців. Це були факультети: підвищення кваліфікації працівників споживчої кооперації (ФПК); спеціальний факультет перепідготовки кадрів з нових напрямів розвитку науки, техніки і технологій; підвищення кваліфікації педагогічних кадрів (педагогічний факультет). Директором інституту було призначено кандидата економічних наук, доцента Георгія Павловича Скляра, який працював на цій посаді до кінця 2009 року. З квітня 1993 по грудень 1995 року першим деканом факультету підвищення кваліфікації та спеціального факультету перепідготовки кадрів працював кандидат економічних наук, доцент Георгій Васильович Боярчук. Згодом, до серпня 2010 року, спеціальний факультет очолював кандидат економічних наук, доцент Ігор Вікторович Юрко. Факультет підвищення кваліфікації в 1996–2001 роках очолювала кандидат економічних наук, доцент Ніна Іванівна Валентинова, у 2001–2002 – кандидат економічних наук, професор Юстина Андріївна Верига, в 2002–2010 – кандидат економічних наук, доцент Тетяна Адамівна Костишина.
Деканами педагогічного факультету були доценти Микола Петрович Лебедик (грудень 1993 – грудень 2001 року) і Віктор Юрійович Стрельніков (грудень 2001 – серпень 2005 року). Центром перепідготовки спеціалістів із залученням закордонних фахівців керував Валерій Вадимович Гулій (грудень 1993 – грудень 1999 року).
На посадах методистів спеціального факультету в різний час працювали та продовжують працювати Т. А. Казакова, О. В. Тужилкіна, Л. І. Климова, Т. М. Кобушко, ФПК – М. П. Кива, Т. І. Тетко, педагогічного факультету – С. І. Сорока, завідувачами лабораторії – І. А. Артеменко, І. С. Конюшенна, Н. М. Стельнік.
Створення інституту післядипломної освіти супроводжувалось розвитком його матеріально-технічної бази. Оскільки навчання слухачів факультету відбувалися в навчальних аудиторіях інституту, а сам факультет не мав аудиторного фонду, то вже в 1992 році було створено перший навчальний кабінет з охорони праці, оснащений ПЕОМ. У 1993-му МІПК мав уже аудиторії та кафе для роботи з іноземцями в гуртожитку № 3, а з грудня 1997-го почав створюватися навчальний комплекс для цього інституту на базі пристосованих приміщень гуртожитків № 3 і № 4. 1998 року МІПК повністю переніс свою діяльність на базу нового комплексу, який включає три лекційні й одну комп’ютерну аудиторію, методичний кабінет, бібліотеку і читальний зал.
Уже в 90-ті роки на базі МІПК проводилися семінари-тренінги, виїзні авторські семінари з викладачами коледжів, технікумів, керівниками і спеціалістами підприємств і організацій споживчої кооперації. Були реалізовані програми співробітництва з Академією експорту землі Баден-Вюртемберг (ФРН) і навчальними закладами штату Массачусетс (США), міжнародними фондами «Відродження», «Євразія» тощо.
У 2000-ні МІПК продовжує посідати провідне місце серед інститутів післядипломної освіти на регіональному ринку освітніх послуг. Це досягається не тільки завдяки традиційним підвищенням кваліфікації працівників системи споживчої кооперації (обсяги якого в умовах фінансово-економічної кризи стали скорочуватися), а й широким спектром освітніх послуг у галузі післядипломної, так званої другої вищої освіти. МІПК надає другу вищу освіту з напрямів (спеціальностей): «Міжнародна економіка», «Фінанси», «Облік і аудит», «Економіка підприємства», «Маркетинг» та «Менеджмент організацій». Як і раніше, серед замовників освітніх послуг інституту значним попитом користуються авторські семінари провідних фахівців університету, теми яких відповідають найвибагливішим запитам фізичних і юридичних осіб усіх форм власності. Впродовж 2001–2010 років в МІПК здобули другу вищу освіту 1549 фахівців підприємств і організацій різних форм власності та безробітних. 125 з них були працівниками споживчої кооперації. 
Сучасний і перспективний розвиток МІПК пов’язаний з реалізацією планів щодо паралельного навчання слухачів, які здобувають другу вищу освіту за магістерською програмою «Бізнес-адміністрування», а також за програмами їхньої підготовки в університетах Німеччини, які є партнерами ПУЕТ. Це в перспективі зробить можливим для полтавських слухачів проходження семестрового навчання за кордоном і отримання кваліфікації «магістр із бізнес-адміністрування», що буде підтверджено одразу двома дипломами – українського та європейського зразка.